# Кьюро
Кью́ро (итал. Chiuro) — коммуна в Италии, в провинции Сондрио области Ломбардия.
Население составляет 2 493 человека, плотность населения составляет 49 чел./км². Занимает площадь 51 км². Почтовый индекс — 23030. Телефонный код — 0342.
Покровителями коммуны почитаются святые апостолы Иаков Зеведеев и Андрей Первозванный, празднование 30 ноября.